# Arnolds Tauriņš
Arnolds Tauriņš (10 agosto 1905 – Milwaukee, 20 agosto 1984) è stato un calciatore lettone, di ruolo attaccante.

## Carriera

### Club
Ha cominciato la sua carriera nell'Amatieris Riga, per poi passare all'RFK con cui vinse tre titoli consecutivi tra il 1924 e il 1926. Dopo un breve ritorno all'Amatieris Riga nel 1928, continuò la sua carriera all'RFK, con cui vinse altri quattro campionati.

### Nazionale
Ha giocato 39 partite in nazionale mettendo a segno 10 reti, divenendo uno dei più prolifici attaccanti lettoni di epoca pre - sovietica. Il suo esordio avvenne il 9 agosto 1925 nella gara amichevole contro la Finlandia, mettendo subito a segno una rete. Nella gara successiva mise a segno una doppietta.
In seguito mise a segno la rete decisiva per la conquista della Coppa del Baltico 1928, la prima della storia. In seguito diede il suo contributo alla conquista di altre due Coppe del Baltico.

## Statistiche

### Cronologia presenze e reti in nazionale
| Cronologia completa delle presenze e delle reti in nazionale ― Lettonia | Cronologia completa delle presenze e delle reti in nazionale ― Lettonia | Cronologia completa delle presenze e delle reti in nazionale ― Lettonia | Cronologia completa delle presenze e delle reti in nazionale ― Lettonia | Cronologia completa delle presenze e delle reti in nazionale ― Lettonia | Cronologia completa delle presenze e delle reti in nazionale ― Lettonia | Cronologia completa delle presenze e delle reti in nazionale ― Lettonia | Cronologia completa delle presenze e delle reti in nazionale ― Lettonia |
| Data                                                                    | Città                                                                   | In casa                                                                 | Risultato                                                               | Ospiti                                                                  | Competizione                                                            | Reti                                                                    | Note                                                                    |
| ----------------------------------------------------------------------- | ----------------------------------------------------------------------- | ----------------------------------------------------------------------- | ----------------------------------------------------------------------- | ----------------------------------------------------------------------- | ----------------------------------------------------------------------- | ----------------------------------------------------------------------- | ----------------------------------------------------------------------- |
| 9-8-1925                                                                | Helsinki                                                                | Finlandia                                                               | 3 – 1                                                                   | Lettonia                                                                | Amichevole                                                              | 1                                                                       |                                                                         |
| 29-8-1925                                                               | Tallinn                                                                 | Estonia                                                                 | 2 – 2                                                                   | Lettonia                                                                | Amichevole                                                              | 2                                                                       |                                                                         |
| 20-9-1925                                                               | Riga                                                                    | Lettonia                                                                | 2 – 2                                                                   | Lituania                                                                | Amichevole                                                              | -                                                                       |                                                                         |
| 20-7-1926                                                               | Riga                                                                    | Lettonia                                                                | 4 – 1                                                                   | Svezia                                                                  | Amichevole                                                              | 1                                                                       |                                                                         |
| 12-8-1926                                                               | Riga                                                                    | Lettonia                                                                | 1 – 4                                                                   | Finlandia                                                               | Amichevole                                                              | -                                                                       |                                                                         |
| 19-9-1926                                                               | Riga                                                                    | Lettonia                                                                | 0 – 1                                                                   | Estonia                                                                 | Amichevole                                                              | -                                                                       |                                                                         |
| 16-6-1927                                                               | Tallinn                                                                 | Estonia                                                                 | 4 – 1                                                                   | Lettonia                                                                | Amichevole                                                              | -                                                                       |                                                                         |
| 6-7-1928                                                                | Riga                                                                    | Lettonia                                                                | 0 – 4                                                                   | Svezia                                                                  | Amichevole                                                              | -                                                                       |                                                                         |
| 25-7-1928                                                               | Tallinn                                                                 | Lettonia                                                                | 3 – 0                                                                   | Lituania                                                                | Coppa del Baltico 1928                                                  | -                                                                       |                                                                         |
| 27-7-1928                                                               | Tallinn                                                                 | Estonia                                                                 | 0 – 1                                                                   | Lettonia                                                                | Coppa del Baltico 1928                                                  | 1                                                                       |                                                                         |
| 19-8-1928                                                               | Riga                                                                    | Lettonia                                                                | 2 – 1                                                                   | Finlandia                                                               | Amichevole                                                              | -                                                                       |                                                                         |
| 1-9-1928                                                                | Kaunas                                                                  | Lituania                                                                | 1 – 1                                                                   | Lettonia                                                                | Amichevole                                                              | -                                                                       |                                                                         |
| 23-9-1928                                                               | Riga                                                                    | Lettonia                                                                | 1 – 1                                                                   | Estonia                                                                 | Amichevole                                                              | -                                                                       |                                                                         |
| 14-8-1929                                                               | Riga                                                                    | Lettonia                                                                | 3 – 1                                                                   | Estonia                                                                 | Coppa del Baltico 1929                                                  | -                                                                       |                                                                         |
| 15-8-1929                                                               | Riga                                                                    | Lettonia                                                                | 2 – 2                                                                   | Estonia                                                                 | Coppa del Baltico 1929                                                  | -                                                                       |                                                                         |
| 15-9-1929                                                               | Helsinki                                                                | Finlandia                                                               | 3 – 1                                                                   | Lettonia                                                                | Amichevole                                                              | -                                                                       |                                                                         |
| 18-9-1929                                                               | Tallinn                                                                 | Estonia                                                                 | 4 – 1                                                                   | Lettonia                                                                | Amichevole                                                              | -                                                                       |                                                                         |
| 22-7-1930                                                               | Riga                                                                    | Lettonia                                                                | 0 – 5                                                                   | Svezia                                                                  | Amichevole                                                              | -                                                                       |                                                                         |
| 1-6-1932                                                                | Tallinn                                                                 | Estonia                                                                 | 3 – 0                                                                   | Lettonia                                                                | Amichevole                                                              | -                                                                       |                                                                         |
| 13-7-1932                                                               | Riga                                                                    | Lettonia                                                                | 0 – 0                                                                   | Svezia                                                                  | Amichevole                                                              | -                                                                       | 13’                                                                     |
| 24-7-1932                                                               | Liepaja                                                                 | Lettonia                                                                | 2 – 1                                                                   | Lituania                                                                | Amichevole                                                              | 1                                                                       |                                                                         |
| 28-8-1932                                                               | Riga                                                                    | Lettonia                                                                | 4 – 1                                                                   | Lituania                                                                | Coppa del Baltico 1932                                                  | 1                                                                       |                                                                         |
| 30-8-1932                                                               | Riga                                                                    | Lettonia                                                                | 1 – 0                                                                   | Estonia                                                                 | Coppa del Baltico 1932                                                  | -                                                                       |                                                                         |
| 11-9-1932                                                               | Kaunas                                                                  | Lituania                                                                | 1 – 0                                                                   | Lettonia                                                                | Amichevole                                                              | -                                                                       |                                                                         |
| 2-10-1932                                                               | Varsavia                                                                | Polonia                                                                 | 2 – 1                                                                   | Lettonia                                                                | Amichevole                                                              | 1                                                                       |                                                                         |
| 28-5-1933                                                               | Riga                                                                    | Lettonia                                                                | 2 – 0                                                                   | Estonia                                                                 | Amichevole                                                              | 1                                                                       |                                                                         |
| 12-6-1933                                                               | Riga                                                                    | Lettonia                                                                | 6 – 2                                                                   | Lituania                                                                | Amichevole                                                              | 1                                                                       |                                                                         |
| 4-7-1933                                                                | Riga                                                                    | Lettonia                                                                | 1 – 1                                                                   | Svezia                                                                  | Amichevole                                                              | -                                                                       |                                                                         |
| 9-8-1933                                                                | Tallinn                                                                 | Estonia                                                                 | 2 – 1                                                                   | Lettonia                                                                | Amichevole                                                              | -                                                                       |                                                                         |
| 3-9-1933                                                                | Kaunas                                                                  | Estonia                                                                 | 0 – 1                                                                   | Lettonia                                                                | Coppa del Baltico 1933                                                  | -                                                                       |                                                                         |
| 4-9-1933                                                                | Kaunas                                                                  | Lituania                                                                | 2 – 2                                                                   | Lettonia                                                                | Coppa del Baltico 1933                                                  | -                                                                       |                                                                         |
| 10-6-1934                                                               | Kaunas                                                                  | Lituania                                                                | 2 – 0                                                                   | Lettonia                                                                | Amichevole                                                              | -                                                                       |                                                                         |
| 14-8-1934                                                               | Riga                                                                    | Lettonia                                                                | 1 – 1                                                                   | Finlandia                                                               | Amichevole                                                              | -                                                                       |                                                                         |
| 9-9-1934                                                                | Riga                                                                    | Lettonia                                                                | 1 – 3                                                                   | Lituania                                                                | Amichevole                                                              | -                                                                       |                                                                         |
| 23-9-1934                                                               | Stoccolma                                                               | Svezia                                                                  | 3 – 1                                                                   | Lettonia                                                                | Amichevole                                                              | -                                                                       |                                                                         |
| 14-10-1934                                                              | Riga                                                                    | Lettonia                                                                | 2 – 6                                                                   | Polonia                                                                 | Amichevole                                                              | -                                                                       |                                                                         |
| 22-8-1935                                                               | Tallinn                                                                 | Estonia                                                                 | 1 – 1                                                                   | Lettonia                                                                | Coppa del Baltico 1935                                                  | -                                                                       |                                                                         |
| 8-9-1935                                                                | Kaunas                                                                  | Lituania                                                                | 2 – 2                                                                   | Lettonia                                                                | Amichevole                                                              | -                                                                       | 46’                                                                     |
| 15-9-1935                                                               | Łódź                                                                    | Polonia                                                                 | 3 – 3                                                                   | Lettonia                                                                | Amichevole                                                              | -                                                                       |                                                                         |
| Totale                                                                  |                                                                         | Presenze                                                                | 39                                                                      |                                                                         | Reti                                                                    | 10                                                                      |                                                                         |

## Palmarès

### Club
- Campionato di calcio lettone: 7

RFK: 1924, 1925, 1926, 1930, 1931, 1934, 1935

### Nazionale
- Coppa del Baltico: 3

1928, 1932, 1933